# Réfugiés de la guerre civile syrienne en Jordanie
Les réfugiés de la guerre civile syrienne sont arrivées en Jordanie à la suite du soulèvement contre le gouvernement syrien et son président Bachar el-Assad. Près de 13 000 Syriens par jour ont commencé à affluer en Jordanie pour résider dans ses camps de réfugiés. Fin 2023, la diaspora syrienne représentait environ 660 000 personnes en Jordanie.
En tant que petit pays dépendant de l'aide et souffrant déjà de problèmes financiers et environnementaux, le nombre de Syriens cherchant refuge en Jordanie a mis à rude épreuve les ressources du pays, en particulier l'eau et l'agriculture. En tant que l'un des dix pays les plus secs au monde, les moyens de subsistance des Jordaniens sont déjà menacés et l'afflux de nouveaux résidents n'a fait qu'exacerber le problème de la pénurie d'eau.

## Réfugiés syriens de la guerre civile
Dans le sillage du soulèvement contre le gouvernement syrien et son président Bachar el-Assad, à partir de 2011, près de 2 000 Syriens par jour commencent à affluer en Jordanie pour résider dans le premier camp de réfugiés près de Mafraq, créé par le HCR. En tant que petit pays dépendant de l'aide, souffrant déjà de problèmes financiers et environnementaux, le nombre de Syriens cherchant refuge en Jordanie met à rude épreuve les ressources du pays, en particulier l'eau et l'agriculture. La Jordanie est l'un des dix pays les plus secs au monde, ce qui met en danger les moyens de subsistance de ses citoyens. Le grand nombre de réfugiés conduit les organisations d'aide humanitaire à demander plus d'argent et d'assistance aux puissances internationales. En novembre 2015, le HCR signale qu'il y a 4 289 994 "personnes relevant de sa compétence" syriennes, dont 630 776 sont enregistrées en tant que réfugiés en Jordanie. Il y a environ 1,8 million de réfugiés syriens en Jordanie, seulement 20 pour cent vivent dans les camps de réfugiés de Za'atari, Marjeeb al-Fahood, Cyber City et Al-Azraq. Avec la majorité des réfugiés syriens dispersés dans tout l'État, en particulier à Amman, Irbid, Al-Mafraq et Jerash, les ressources environnementales sont rares pour les Syriens et leurs hôtes jordaniens,,. Cela augmente la pression sur les infrastructures jordaniennes, en particulier l'approvisionnement en eau, les installations sanitaires, le logement et l'énergie,.
Alors que les Syriens continuent d'affluer en Jordanie, les tensions continuent de monter et de créer une pression sur sa société. Les tensions entre les hôtes jordaniens et les réfugiés syriens sont plus fréquentes dans les villes et les zones environnantes en dehors des camps de réfugiés, où la majorité est relogée. En absorbant de l'espace, des ressources, des emplois et de l'eau sur une longue période de temps, ces réfugiés syriens pourraient bientôt entrer en conflit avec les résidents jordaniens. Le "vrai" coût de l'accueil des réfugiés comprend les subventions pour l'électricité et l'eau qui coûtent au gouvernement jordanien environ 3 000 dollars par an, par syrien, ainsi que la moitié du budget du ministère de la Santé pour les soins médicaux, soit 350 millions de dollars. Environ 160 000 emplois sont attribués à des travailleurs syriens illégaux tandis que 20 pour cent des citoyens jordaniens restent au chômage.
Selon les chiffres du haut-commissaire des Nations unies, le camp de réfugiés d'Azraq compte moins de 23 000 réfugiés en août 2015, bien que sa capacité soit de 50 000. Les plans de l'ONU demandent à Azraq d'accueillir plus de 100 000 syriens, ce qui en fait le plus grand camp de réfugiés en Jordanie. Le camp de réfugiés voisin de Zaatari compte environ 80 000 réfugiés, selon l'agence des Nations unies.
Dans l'ensemble, la Jordanie accueille plus de 630 000 Syriens enregistrés depuis le début de la crise en 2011, et les estimations du gouvernement jordanien placent le nombre total de réfugiés, y compris les migrants non enregistrés, à plus de 1,4 million. Les États-Unis fournissent près de 668 millions de dollars de soutien, promettant 3 milliards de dollars d'aide générale sur trois ans pour soutenir le gouvernement jordanien.
La Jordanie intensifie son examen minutieux des réfugiés entrants après avoir déterminé que de nombreuses personnes en attente à la frontière syro-jordanienne ne sont pas des syriens et pourraient, en fait, être liées à des groupes de combattants étrangers.
Par ailleurs, fin 2015, les responsables de l'aide et les réfugiés eux-mêmes déclarent que les syriens, sentant que la guerre dans leur pays ne se terminera pas dans un avenir proche, quittent de plus en plus la Jordanie pour l'Europe. La Jordanie déclare qu'elle accueille plus d'un million de Syriens au total, mais les chiffres commencent à baisser. Le Programme alimentaire mondial de l'ONU, qui nourrit plus d'un demi-million de réfugiés en Jordanie, indique que le nombre de bénéficiaires de l'aide a diminué d'environ 2 000 en septembre et de 3 000 en octobre. Dans une enquête aléatoire menée par le HCR auprès des réfugiés en octobre 2015, 25 % déclarent qu'ils prévoyent activement de quitter la Jordanie.
En septembre 2020, les Nations unies annoncent les deux premières infections au coronavirus dans un camp de réfugiés syriens dans le pays. À la suite des tests positifs, les deux réfugiés sont transférés du camp vers un site d'isolement. En septembre 2020, la Jordanie signale environ 2 500 cas de coronavirus et 17 décès.

### Pénurie d'eau
Il y a une "sécheresse en cours qui dévaste les perspectives agricoles dans les régions du nord du pays depuis près de dix ans", faisant de la Jordanie l'un des pays les plus secs du monde. La pression sur les ressources en eau est exacerbée par l'énorme "afflux" de réfugiés syriens vers le camp de réfugiés de Zaatari, situé dans les villes frontalières d'Ar-Ramtha et de Mafraq. En raison de la "croissance rapide de la population", la quantité d'eau potable disponible en moyenne pour la population jordanienne est inférieure à 150 mètres cubes par an. L'approvisionnement en eau renouvelable, fourni par les précipitations, ne crée que 50 pour cent "de la consommation totale d'eau", donc le reste doit être extrait des "aquifères qui s'épuisent lentement". L'eau est une ressource sans capacité de soutien étranger, obligeant les jordaniens à se débrouiller avec leurs propres ressources. La Jordanie, en tant que nation, dépend largement de l'aide étrangère et ses rares ressources en eau ne sont pas renouvelables. L'extraction d'eau souterraine a soutenu la population au cours des dernières décennies mais, avec l'afflux de réfugiés syriens, l'approvisionnement en eau souterraine est en baisse. Il est possible d'acheter de l'eau chère vendue par camion par des hommes d'affaires locaux, mais la plupart ne peuvent pas se permettre ce luxe. Des organisations d'aide humanitaire comme Oxfam et Mercy Corps font des efforts pour trouver plus d'eau dans le camp de Za'atari en creusant des puits, mais cela ne fournira qu'une aide temporaire et à petite échelle.
L'Agence américaine pour le développement international, en association avec Mercy Corps, créé un projet qui coûtera 20 millions de dollars et trouvera un moyen de relancer les systèmes d'approvisionnement en eau en Jordanie. L'USAID finance également des efforts de conservation de l'eau dans le village de Za'atari, en subventionnant des citernes pour stocker l'eau de pluie pour les familles individuelles. Ces systèmes de collecte des eaux souterraines font partie d'une initiative lancée en 2006 par Mercy Corps, la Jordan River Foundation (en) et la Royal Scientific Society (en), avec l'aide de plus de 135 organisations jordaniennes locales pour aider les familles rurales à trouver de l'eau propre et abordable. Le système achemine l'eau jusqu'au niveau du sol où un conteneur de stockage permet à chaque famille de collecter et d'économiser de l'eau pour elle-même. Mercy Corps intervient dans le camp de Za'atari en forant deux puits pour construire une station de pompage, ainsi qu'un système de chloration, pour fournir de l'eau potable à un grand nombre de réfugiés. Mercy Corps prévoit également de travailler avec le nouveau camp d'Al-Azraq pour "construire un nouveau système d'approvisionnement en eau". Dans les communautés jordaniennes de Mafraq et de Ramtha, Mercy Corps s'emploie à réparer les systèmes d'approvisionnement en eau municipaux afin de réparer les fuites, ce qui augmentera potentiellement la disponibilité de l'eau jusqu'à 25 %. Les efforts humanitaires des organisations humanitaires se sont concentrés sur le maintien de la survie et de la cohésion à long terme des réfugiés syriens et jordaniens, comme l'explique le Dr Ibrahim Sayf, ministre jordanien de la Planification et de la Coopération internationale. En raison du manque de ressources en eau de la Jordanie, ces efforts humanitaires sont conçus pour alléger le fardeau de la pénurie d'eau exacerbée par l'augmentation de la population à la suite de la révolution syrienne.

### Violence sexuelle et sexiste chez les femmes et les filles réfugiées
La violence basée sur le genre (VBG) est un terme qui inclut la violence de nature sexuelle, physique, mentale ou économique. Cette violence peut être infligée en public ou en privé et peut également inclure la coercition, la manipulation et les menaces de violence. Des exemples de VBG sont la violence conjugale (VPI), le mariage d'enfants, les agressions sexuelles, les mutilations génitales féminines et les crimes d'honneur. La VBG découle généralement d'une dynamique de pouvoir inégale entre l'auteur de la violence et le sujet de la violence, dans ce cas, l'inégalité entre les sexes est enracinée. La recherche montre que les populations réfugiées sont plus susceptibles d'être victimes de VBG, en raison de facteurs de risque tels que les conflits armés et la proximité des acteurs armés, les déplacements, la détérioration des conditions socioéconomiques et environnementales et le manque de sécurité dans les locaux d'installation,.
Les populations de réfugiés syriens ne ressemblent à aucune autre population de réfugiés, car 93,7% des réfugiés résident dans des zones urbaines et non dans des camps de réfugiés. Il est important de noter que la stabilité, les opportunités et l'accès ne sont pas nécessairement garantis en milieu urbain. En fait, plus de 60 % des réfugiés syriens vivent dans la pauvreté. Il y a un accès et une répartition inéquitables des besoins et des services de base, ainsi qu'un accès inégal aux opportunités d'éducation ou d'emploi. Quant à la VBG, il s'agit d'une étude de cas intéressante et importante pour l'intersection du déplacement, des traumatismes et de l'installation semi-permanente dans les zones urbaines pauvres.
La Jordanie accueille des millions de réfugiés de Syrie, d'Irak, du Yémen, du Liban, de Palestine, de Somalie et du Soudan. La majorité des réfugiés ne vivent pas dans des camps de réfugiés, mais vivent plutôt dans la communauté d'accueil et sont principalement concentrés à Amman,,. Les femmes et les filles représentent plus de la moitié de la population réfugiée syrienne, des preuves montrent que les jeunes femmes réfugiées syriennes subissent des violences sexuelles aux mains de leur mari et des membres de leur famille, des hommes jordaniens et même des travailleurs humanitaires,. Les lieux où la VBG a lieu incluent le domicile, le lieu travail, l'école et les espaces publics.
À l'intérieur des camps de réfugiés, les filles âgées de 12 à 18 ans sont généralement la cible de violences domestiques et sexuelles. Beaucoup déclarent avoir subi plus de violence sexuelle et sexiste depuis leur déplacement. Parmi les réfugiés syriens, les taux de mariages d'enfants ont augmenté de 14 % de 2012 au premier trimestre de 2014. Plus de la moitié des femmes interrogées dans une étude sont mariées avant l'âge de 18 ans. Un peu plus de 12% des filles de moins de 17 ans subissent "quelques" ou "beaucoup" de violences physiques. Une étude a montré que 30 % des personnes interrogées refusent de répondre ou prétendent ne pas savoir que des violences physiques ou émotionnelles peuvent avoir lieu, tandis que 60 % disent la même chose pour les violences sexuelles.
Une étude montre que 83 % des réfugiés déclarent qu'ils n'avaient aucune connaissance des services disponibles pour les victimes de VBG, et près de 15 % des personnes interrogées pensent que les filles ne peuvent pas accéder aux services de santé. Seuls 3,9% des répondants estiment qu'ils iraient dans un centre de santé pour obtenir de l'aide en premier choix après avoir subi des violences sexuelles, tandis que 12,1% des répondants estiment qu'ils choisiraient un centre de santé en premier choix après avoir subi des violences psychologiques. Les ressources pour les victimes de VBG comprennent, sans s'y limiter, Salma (La vie est possible sans violence), Aisha (Forum des femmes arabes), l'Organisation des femmes arabes, l'Institut Sisterhood is Global et divers autres services gouvernementaux et non gouvernementaux gérés par l'Organisation caritative hachémite jordanienne pour le secours et le développement (JHCO).